# エフエムとよた
エフエムとよた株式会社は、愛知県豊田市およびみよし市（旧西加茂郡三好町）の各一部地域を放送区域として超短波放送（FM放送）をする特定地上基幹放送事業者である。
RADIO LOVEAT（ラジオ・ラブィート）の愛称でコミュニティ放送をしている。

## 概要
- コールサイン - JOZZ6AO-FM
- 周波数 - 78.6 MHz
- 空中線電力 - 20 W
- 最大実効輻射電力 : 27W
- 放送時間 :24時間放送（午前5時基点）
- 設立日 - 2000年（平成12年）9月4日
- 開局日 - 2001年（平成13年）1月1日

ケーブルテレビ局ひまわりネットワークが筆頭株主で、送信所もひまわりネットワーク本社屋上にある。
ひまわりネットワークの地上デジタル12chデータ放送「テレビDEラジオ」、デジタル126ch「生活情報チャンネル」の副音声サービスで再送信している。
スマートフォンアプリFM++（エフエムぷらぷら）、ストリーミングサービスサイマルラジオを利用すれば全国から聴取が可能である。
聴取可能世帯数は、豊田市（一部山間部を除く）、みよし市、東郷町及び岡崎市、安城市、知立市、刈谷市、日進市、豊明市、名古屋市の一部の30万世帯（およそ80万人）。
株主は、ひまわりネットワーク以外にトヨタ自動車・豊田市・三菱UFJ銀行・豊田信用金庫・みよし市・ZIP-FMなど。

## 内容
エリア向け生活情報番組をはじめ、音楽・バラエティ番組を中心とした番組編成。自社製作番組は主に朝7時から夜22時の間に放送。自社制作番組の無い時間帯には主にミュージックバードのコミュニティFMチャンネルを放送している。

## 放送中の番組
2025年（令和7年）7月現在

### 平日
- プレミアインタビュー（月曜 - 金曜 6:54 - 7:00）
- あさ・らぶ（月曜 - 金曜 7:00 - 9:15）

パーソナリティ：松田恵子（月　- 火）、MOMOCO （水）、杉浦佳代（木　- 金）
- - 7:30 ホットニュースとよたモーニング
  - 7:55 朝オハ!豊田石油
  - 8:00 みよしモーニングニュース
  - 8:30 FLUP RADIO〜フラらじ〜
- GANGAN MUSIC（月曜 - 金曜 9:15 - 9:20）
- Glocal Beat（月曜 - 木曜 9:20 - 11:14）

パーソナリティ：葵真弓（月 - 火）、小林祥子（水 - 木）
- - 10:00 Happy Aniversary
  - 11:00 ランチタイム情報
- 部ラボー（月曜 - 金曜 11:14 - 11:20、18:54 - 18:59、（再放送）土曜 18:05 - 18:30）
- ひる・らぶ（月曜 - 木曜 11:20 - 13:00）

パーソナリティ：里園侑希（月）、甲田陽子（火）、山口祐果（水）、後藤ゆか（木）
- - 11:30 グリーンシティ　ショッピングナビ
  - 11:45 QVCショッピング（月1回）
- あい・らぶ（金曜 11:20 - 14:00）

パーソナリティ：MOMOCO、永田祐己
- - 11:45 - 11:55 ようこそ!ひまわりショップ（第1・3・5週）
  - 15:55 GANGAN MUSIC
- ラブィートミュージックセレクション（本放送：月曜 - 木曜 14:00 - 15:00、再放送：月曜 - 木曜 21:00 - 22:00）

パーソナリティ：安田基郎（ジャズ）（月）、ヒグー（マニアック）（火）優里奈（邦楽）（水）、葉月伶（洋楽）（木）
- ゆう・らぶ（月曜 - 金曜 16:30 - 18:54）

パーソナリティ：中元大介（月）、和久田朱里（火）、成田歩加（水）、舟橋香里（木）、行天貴之（金）
- - 17:00 ひまわりひろば
  - 17:30 ホットニュースとよたイブニング
  - 17:54 プレミアインタビュー（再放送）
  - 18:00 みよしイブニングニュース
  - 18:10 おでかけスタジアム（水〜金）
  - 18:25 栄一朗・香里の〝呑もうよ!日本酒〟（第2・4木曜）
- 4LIVE（月曜 - 金曜 19:00 - 19:30（再放送）月曜 - 金曜 22:00 - 22:30）

パーソナリティ：TUT-1026（月）、永山愛樹（火）、勢至郎（場違いクラウン）（水）、KonG（コング）（木）、松田由衣（金）
- Young!×3（月曜 - 木曜 19:30 - 20:00）

パーソナリティ：中島未来（月）、福田勝明（火）、伊吹怜美奈（水）、浦野莉恵（木）
- コウセイラジオ～break through the wall～（火曜 22:30 - 23:00（再放送）日曜 22:00 - 22:30）

※2024年10月 - ミュージックバードにて、毎週水曜日24:00～25:00に放送。
パーソナリティ：芳賀美幸（中日新聞記者）、高坂朝人
- SHIRA Beat（金曜 9:20 - 11:14）

パーソナリティ：白石ゆみ
- - 10:00 Happy Anniversary
  - 10:30 豊田スタジアムインフォメーション（第1週）
- コモ・スクエア アーバンラウンジ（金曜 19:30 - 20:00（再放送）土曜 18:30 - 19:00）

パーソナリティ：成田歩加
- あすけ探訪－あすたん－（金曜 20:00 - 20:30（再放送）土曜 11:00 - 11:30）

パーソナリティ：和久田朱里
- ラジ漫（第1金曜 20:30 - 21:00）

パーソナリティ：福田勝明、岩間享弥
- LOVEAT DREAM PROJECT（第2金曜 20:30 - 21:00）

パーソナリティ：日替わり
- 大前町田のキンヨルラジオ（第3金曜 20:30 - 21:00）

パーソナリティ：大前町田
- ビッシャビシャカラスのキンヨルラジオ（第4金曜 20:30 - 21:00）

パーソナリティ：ビッシャビシャカラス
- Weekend Groovin'（金曜 24:00 - 25:00、（再放送）日曜 23:00 - 24:00） - Pitch-FMとの2局ネット

### 土曜
- 井上昌己のprecious moment（6:30 - 7:00）※ミュージックバード制作・時差ネット
- クラシックの森（7:00 - 8:00、（再放送）日曜 9:00 - 10:00）

パーソナリティ：都築和子
- プレミアインタビュー総集編（8:00 - 8:55、（再放送）日曜 24:00 - 24:55）
- FLUP RADIO〜フラらじ〜総集編（月1 9:00 - 9:30）
- ホットニュースとよたホリデー（11:30 - 11:50） ※ニュース枠の総集編など
- Feelings（12:00 - 15:00）
  - 12:30 Happy Anniversary

パーソナリティ：AKANE
- もとカズと美由が土曜の昼をアゲアゲに～モミアゲラジオ～（15:00 - 18:05） ＜【公開】三好ヶ丘カリヨンスタジオ＞

パーソナリティ：もとカズ、美由
- - 15:50 みよしコミュニティニュース
- 悠太・麻美のアニメックスレディオ（21:00 - 22:00、（再放送）日曜 13:00 - 14:00）

パーソナリティ：佐々木悠太、田中麻美
- 諏訪道彦のスワラジS（22:00 - 22:30）※栃木放送制作
- 推し活ラジオ～サブカル女子のひとりごと～（22:30 - 23:00）

パーソナリティ：堀田菜穂子
- Star☆Tのいちについてよ～いスタート!（23:00 - 23:30）

パーソナリティ：Star☆T（2025年4月より各メンバーが週替わりで出演）
- 紫音の1Step 1Week（23:30 - 24:00）

パーソナリティ：紫音
- ピンクかるかる（24:00 - 25:00、（再放送）日曜 25:00 - 26:00）

パーソナリティ：かるかやさとし

### 日曜
- ever green〜奇跡の星〜（10:00 - 11:00、（再放送）木曜 13:00 - 14:00）

パーソナリティ：谷英樹
- 週刊みんなの経済新聞〜ハッピーニュースアワー[37]（11:00 - 11:30）※渋谷のラジオ制作
- ホットニュースとよたホリデー（11:30 - 11:50） ※ニュース枠の総集編など
- 小福のラジオ（12:00 - 13:00、（再放送）月曜　13:30 - 14:00）

パーソナリティ：小福山雅治、白石ゆみ
- C’sフェイバリット（12:30 - 13:00、（再放送）月曜　13:00 - 13:30）

パーソナリティ：Chiemi
- ラブィート演芸 楽市・落語（17:00 - 17:30、（再放送）火曜　13:00 - 13:30）　- CTY-FMにもネット

パーソナリティ：登龍亭幸福、微笑亭さん太
アシスタント：甲田陽子
- 村っちのSAM SAM 寒いで阿波ぁ～（17:30 - 18:00、火曜　13:30 - 14:00）

パーソナリティ：村っち
- 畳屋じゅんちゃんの応援大作戦 ラジオdeご縁[44]（17:30 - 18:00）　- CTY-FM制作

### スポーツ番組
- GRAMPUS BEAT
名古屋グランパス・ホーム戦（優勝争いに絡んでいる場合は、試合が優勝に絡んでいる場合のみ、アウェイに乗り込んでの放送も実施）を実況生中継（2007年シーズン途中から放送開始）。

### 終了した主な番組
- メガワールドTop Hits 10（12:00 - 13:00） ＜エフエム岡崎との合同放送【公開】メガワールド岡崎本館＞
- LOVEAT ARTIST PLACE 4LIVE（月曜 - 金曜 19:00 - 19:30）
- Favorite Johnny's（金曜 14:00 - 14:30）
- This is the world（金曜 14:30 - 15:00）
- 堀田菜穂子の推し活ラジオ（月曜 19:30 - 20:00）
- 大学生の自由帳（火曜 19:30 - 20:00）
- BOOGIE STREET（水曜 19:30 - 20:00）
- サバイバル・ストリーム（木曜 19:30 - 20:00）
- 土曜日には彼女を映画に誘って（金曜 19:30 - 20:00）
- モミアゲラジオ（15:00 - 18:30） ＜【公開】みよしカリヨンスタジオ＞
  - みよしコミュニティニュース（15:50 - 16:00） ＜東海学園大学ゼミ生とのコラボ＞
- ラブィートお仕事図鑑（6:30 - 7:00） 総集編
- ラジオサウナ　どっとこむ（23:30 - 24:00） ※CTY-FM制作
- C’sフェイバリット（金曜 20:30 - 21:00（再放送）月曜 13:00 - 13:30）

### その他
- 豊田経済新聞　みんなの経済新聞ネットワークに加盟するローカルニュースサイト。運営主体として2021年4月より運用開始。